# Aphelaria lacerata
Aphelaria lacerata é uma espécie de fungo pertencente à família Aphelariaceae.